# Hirvitalo
Hirvitalo ist ein soziales Zentrum in Pispala, einem Stadtteil von Tampere in Finnland. Es beherbergt das Center of Contemporary Art Pispala. 
Hirvitalo hat 3 Ausstellungsräume sowie ein Aufnahmestudio, Platz für Serigraphie-Arbeiten und einen Shop. Im Außenbereich betreibt Pispala Pyörä Punx (Pispla Bike Punks) eine Fahrradreparatur.

## Stiftung
Hirvitalo wird von der Pispala Cultural Association betrieben, die 2006 gegründet wurde. Hauptziel der Stiftung ist es, das kulturelle Leben in Tampere und Pispala zu stärken, indem Freiräume für zeitgenössische Künstler und Künstlerinnen angeboten wird, sowie für die lokale Bevölkerung, um Veranstaltungen zu organisieren.

## Aktivitäten
Im Hirvitalo finden das ganze Jahr über verschiedenste kulturelle Aktivitäten statt, z. B. Ausstellungen zeitgenössischer Kunst, Poesie Festivals, Videovorführungen, Studiozirkel, Performances, Flamenco und Trommelgruppen, insbesondere auch internationaler Künstler.
In der Nähe des Hirvitalo findet der Pispala Carneval statt sowie Kurse in Permakultur. Außerdem bietet das Haus Unterstützung bei der sozialen Integration von Künstlern durch Trainings. Hier arbeiten die Pispalan kumppanuus ry und 10 weitere Vereinigungen zusammen.